# الصافية (الشعر)

تعديل مصدري - تعديل

الصافية محلة تابعة لقرية محبران، التابعة لعزلة الوسط بمديرية الشعر إحدى مديريات محافظة إب في الجمهورية اليمنية، بلغ تعداد سكانها 60 حسب تعداد اليمن لعام 2004.